# Saint-Servant
Saint-Servant (bretonisch: Sant-Servant-an-Oud, Gallo: Saent-Seran) ist eine französische Gemeinde mit 789 Einwohnern (Stand 1. Januar 2022) im Département Morbihan in der Region Bretagne.

## Geographie
Saint-Servant liegt im Nordosten des Départements Morbihan und gehört zum Pays de Josselin.
Nachbargemeinden sind Guillac im Norden und Osten, Val d’Oust im Südosten, Lizio im Süden, Cruguel im Südwesten sowie Guégon im Westen. 
Der Ort selber liegt an der D143. Die westlich von Saint-Servant vorbeiführende D4 von der N166 zur N 24 ist die bedeutendste regionale Straßenverbindung. Die wichtigste überregionale Verbindung ist die N24, welche nur wenige Kilometer nördlich der Gemeinde verläuft. Die nächstgelegenen Anschlüsse an diese sind beim Ort Brangoyan und östlich von Josselin. 
Die bedeutendsten Gewässer sind der Fluss Oust, der hier kanalisiert Canal de Nantes à Brest genannt wird sowie die Bäche Crée Cocherel und Sédon. Diese bilden teilweise die Gemeindegrenze. Zudem gibt es zahlreiche kleine Teiche auf dem Gemeindegebiet. Ein bedeutender Teil des Gemeindeareals ist von kleinen Waldgebieten bedeckt.

## Geschichte
Die Gemeinde gehörte zur bretonischen Region Bro Gwened (frz. Vannetais) und innerhalb dieser Region zum Gebiet Reter Bro Gwened (frz. Vannetais oriental) und teilte dessen Geschichte. Von 1801 bis zu dessen Auflösung am 10. September 1926 gehörte sie zum Arrondissement Ploërmel. Von 1793 bis 1801 gehörte Saint-Servant zum Kanton Guégon.

### Bevölkerungsentwicklung
| Jahr      | 1962 | 1968 | 1975 | 1982 | 1990 | 1999 | 2006 | 2019 |
| Einwohner | 991  | 960  | 916  | 876  | 830  | 810  | 797  | 812  |

## Sehenswürdigkeiten
- Kirche Saint-Servais aus dem 15.–18. Jahrhundert; restauriert im 19. und 20. Jahrhundert
- Kapelle Saint-Julien in Le Bois-du-Gué aus dem 14. Jahrhundert; restauriert im 17. Jahrhundert
- Kapelle Saint-Gobrien[3] im gleichnamigen Ort (teils aus dem 11./12., teils aus dem 14.–16. Jahrhundert)
- Kreuz von Rougentin aus dem Jahr 1879
- Schloss Le Castel in Castel aus den Jahren 1760–1780
- Schloss Kergras aus dem 19. Jahrhundert (vorher stand dort ein Herrenhaus)
- Herrenhäuser Guermahia (Ende 15. Jahrhundert) und Carmenais (17. Jahrhundert)
- Haus Maison du prêtre in l’Hôpital Robin aus dem Jahr 1672
- Haus Maison de chapelain aus dem späten 16. Jahrhundert und weitere alte Häuser (17. und 18. Jahrhundert) bei der Kapelle Saint-Gobrien
- Windmühlen in Les Placelles, Moyeux, Rosane und Trefarouet und alte Wassermühlen in Carmenais und Guillac

## Persönlichkeiten
- Édouard Riou (1833–1900), Maler und Illustrator
- Alain du Noday (1899–1985), römisch-katholischer Ordensgeistlicher, Bischof von Porto Nacional in Brasilien